# Till den det vederbör
Till den det vederbör är ett album med Musikgruppen KAL från 1994.

## Låtlista
1. Med ett sjumila kliv (A Wällhed, Andersson-Larsson) Manus (3:09)
- Bosse: Sång, gitarr, munspel
- Christer: Sång, gitarr, piano, slide, trummor
- Malte: Bas

2. Till dig (R Fridholm, Andersson-Larsson) Manus (3:07)
- Christer: Sång, gitarr, piano, trummor
- Bosse: Sång, gitarr, munspel
- Malte: Sång, bas

3. Nu vaknar granitön (A Wällhed, Andersson-Larsson) Manus (3:16)
- Bosse: Sång, gitarr
- Christer: Gitarr, slide, slagverk
- Malte: Bas

4. Mr Deadline (M Krook, Larsson) Manus (3:10)
- Malte: Sång, gitarrer och bas
- Christer: Fottramp
- Bosse: Gitarr

5. Vid västerhavet (A Wällhed, Andersson-Larsson)(2:57)
- Bosse: Sång, gitarrer, bas
- Malte: Sång, gitarr
- Christer: Sång, gitarr, dragspel, tramporgel

6. Fritidsdröm i snipan (A Wällhed, Andersson-Larsson) Manus (3:11)
- Malte: Sång, bas
- Bosse: Sång, gitarr, munspel
- Christer: Sång, dragspel, piano, slagverk

7. Sommartankar (L Nilsson, Larsson-Nilsson) Manus (3:09)
- Bosse: Sång, gitarr
- Malte: Sång, gitarr, bas
- Christer: Sång, dragspel

8. Strandbaden (A Wällhed, Larsson-Nilsson) Manus (3:46)
- Christer: Sång, gitarr, kongas
- Bosse: Sång
- Malte: Sång, gitarr, bas

9. Hösttrots (M Krook, Larsson) Manus (2:59)
- Malte: Sång, bas
- Bosse: Gitarr, munspel
- Christer: Gitarr, slagverk

10. Till den det vederbör (R Fridholm, Andersson-Larsson) Manus (2:31)
- Bosse: Sång, gitarr
- Malte: Bas
- Christer: Piano

11. I ett helt förändrat liv (A Wällhed, Andersson-Larsson) Manus (2:51)
- Christer: Sång, gitarrer, slagverk
- Bosse: Sång, gitarr, munspel
- Malte: Sång, bas

12. Från en telefonkiosk (A Wällhed, Andersson-Larsson) Manus (3:50)
- Bosse: Sång, gitarr
- Malte: Bas
- Christer: Dragspel, piano, slide, trummor

13. Vilken kvinna (A Wällhed, Andersson-Larsson) Manus (2:05)
- Bosse: Sång, gitarr
- Christer: Sång, gitarr, orgel, piano, trummor, bas
- Malte: Bas, gitarr

14. Memorandum (R Fridholm, Andersson-Larsson) Manus (3:49)
- Christer: Sång, piano, dragspel, trummor
- Bosse: Sång, gitarr
- Malte: Bas, gitarr